# N-メチルモルホリン
N-メチルモルホリン（N-methylmorphiline）は、中間的な強さの有機塩基の一つである。主にN-メチルモルホリン N-オキシドを調製するための出発物質として使われる。消防法に定める第4類危険物 第1石油類に該当する。